# Michael Vergauwen
Michael Vergauwen (1981) is een Vlaams acteur.

## Levensloop
Michael Vergauwen studeerde in 2004 af als master in de Kunstwetenschappen, optie Theaterwetenschappen aan de Universiteit Gent en in 2008 aan de acteursopleiding van het Herman Teirlinck Instituut (Dora van der Groen ) in Antwerpen.
Als toneelspeler was hij te zien in theatervoorstellingen van onder meer De Roovers, Compagnie De Koe, De Tijd, Het Toneelhuis, Walpurgis en Jan Decorte. Bij het grote publiek werd hij vooral bekend door zijn rollen in de televisieseries De Ridder, Professor T en De zonen van Van As. Daarnaast speelde hij verschillende gastrollen in Vlaamse en Waalse reeksen, en was hij te zien in een paar langspeelfilms, waarvan zijn rol van zwemleraar Chris Gommaer in De Behandeling de meest opmerkelijke is.
Samen met Tanya Zabarylo maakte en speelde hij de voorstelling Aan Chesil Beach onder de noemer Tanya en Vergauwen. Ze speelden deze voorstelling honderd keer: op de Zomer van Antwerpen, op het Oerol Festival en op tournee langs culturele centra in Vlaanderen.
Michael Vergauwen speelde ook mee in verschillende kortfilms, waaronder het bekroonde Tour de France van Vincent Bal, Rock It van Stephan Duhameau, Prediker van Daan Van Baelen en Dinsdag: une tranche d'immeuble van Niko Himschoot.
Op Het Theaterfestival kreeg Michael Vergauwen in 2019 de "Theaterprijs voor meest gewaardeerde acteerprestatie - mannen", voor zijn rol in Who's afraid of Virginia Woolf bij Compagnie De Koe. 'Een speler die niet op zoek gaat naar de lach, die niet bezig is met scoren. Het lijkt wel alsof het allemaal per ongeluk zo geestig is. Een ware komiek dus, weggelopen uit een betere Woody Allen film.', zo stond er in het juryrapport. De Theaterprijzen worden elk jaar uitgedeeld door de Acteursgilde, met een jury van 12 acteurs en actrices.
Michael Vergauwen heeft een zoon en een dochter.  
In 2009 schreef Michael Vergauwen in opdracht van de Artesis Hogeschool de tekst "Van je ziel een ambacht maken", over het pedagogisch model van Dora van der Groen.

## Theatrografie
- Midzomernachtsdroom, De Roovers, Collegium Vocale en Antwerp Symphony Orchestra, Philip Herreweghe, (2020-2021)(filmadaptatie voor Podium19)
- Who`s afraid of Virginia Woolf, Compagnie De Koe (2019) (Theaterprijs voor Meest Gewaardeerde Acteerprestatie - Mannen 2019)
- Het Bezoek, De Roovers (2018-2019)
- Hello/Goodbye, Compagnie De Koe (2017-2018)
- Gif (Masterproef Acteren Anne-Laure Vandeputte), Conservatorium Antwerpen (2016)
- België: een sprookje, De Roovers en HetPaleis (2016)
- Geboeid/Prometheus, Jan Decorte en Sigrid Vinks (2015-2016)
- Het Eenzame Westen, bij Het Eenzame Westen (2015)
- Dracula, De Tijd (2014)
- Olga, Compagnie De Koe (2013-2015) - (selectie Het Theaterfestival 2014)
- Aan Chesil Beach, Tanya en Vergauwen (2013-2015)
- Schiller / Tasten, Jan Decorte en Sigrid Vinks (2012-2013)
- Tanya en Vergauwen, De Tijd (2012-2013)
- Oom Wanya, De Roovers (2011-2012)
- nRus, De Tijd (2011-2012)
- Drie Zusters, 't Arsenaal (2010-2013)
- Een Kruimeltje Hoop, De Werf Brugge (2010-2011)
- De Fantasten, De Tijd (2009-2010)
- Ibsen3, De Tijd (2009-2010)
- Vierkante meter: losse draadjes, De Tijd (2009)
- Laat op de avond na een korte wandeling, Compagnie De Koe (2008-2009), acteur en co-auteur
- Wolfskers, Het Toneelhuis (2007)
- Trinity Trip, Walpurgis (2007)
- Vierkante meter: losse draadjes, De Tijd (2009)
- De Heilige Antonio, De Kopergietery (1998)
- Achter Glas, Speelteater Gent / De Kopergietery (1993)

## Filmografie
- Igor in Lisa, 2021
- Mathis in Onder Vuur, 2021
- Marc in Grond, 2021
- Valère Dox in De zonen van Van As, vanaf 2011, seizoen 1, 2, 3 en 5
- Leraar in Influencers, 2019
- Kendrick in Nachtwacht, 2017
- schatter in The best of Dorien B., 2017
- geheim agent in Buck, 2017
- Mirko in Over Water, 2017
- Michel in Gevoel voor Tumor, 2017
- Johan Vermarcke in Professor T, 2017, seizoen 3, aflevering 1 - 7
- Renaud Ghekiere in Unité 42, 2017
- Hans in Kafka, 2017
- bediende snelkredietbank in Gina en Chantal, 2016
- Urkens Senior in De bende van Jan De Lichte, 2016
- Luc Hooghe in Saint Hubert, 2016
- Jokke De Moor in Salamander, 2016 - tweede seizoen
- Dimitri in De Regel van 3S, 2016
- Lode in Cordon, 2016
- klant in Chaussée d’amour, 2015
- Stefan Dehandschutter in Lee & Cindy C., 2014
- Johan Vermarcke in Professor T, 2014, seizoen 1 aflevering 5
- Manu Coppens in De Ridder, vanaf 2013, seizoen 1 tem 4
- Chris Gommaer in De Behandeling, 2012
- Phil in Zuidflank, 2012
- Jens Vandeput in Zone Stad, 2012
- Wesley Schoenaerts in Aspe, 2012
- Bjorn in De Rodenburgs, 2012
- Steve in Prediker, 2009
- Olivier Coenen in Code 37, 2009
- Dieter Janssens in Zone Stad, 2008
- Tim in Tour de France, 1994